# 北宫 (东汉)

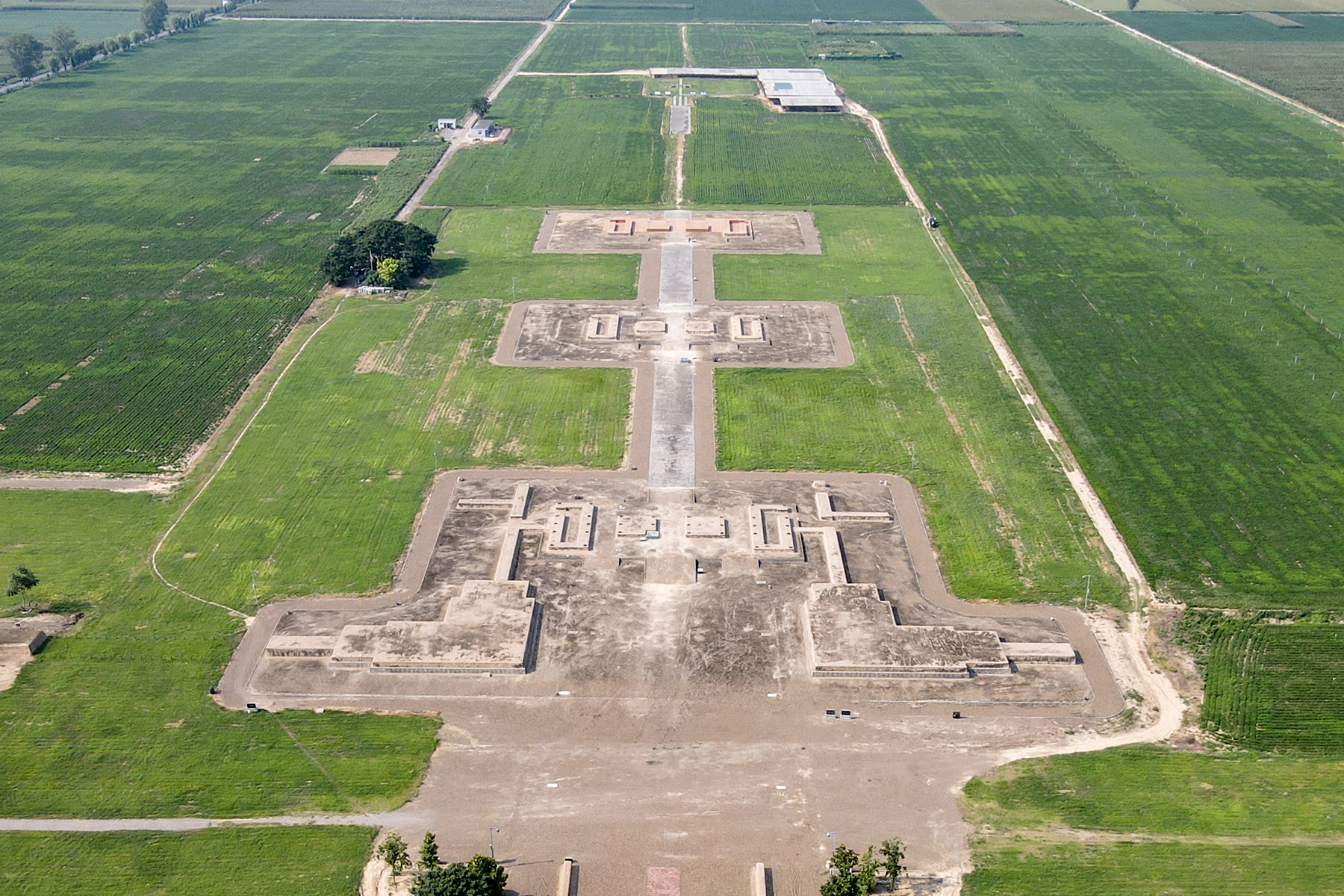
汉魏洛阳故城北宫遗址

北宫是中国东汉时期始建的皇家宫殿，位于汉魏洛阳故城北隅，汉明帝永平三年至八年（公元60-65年）建造。

## 简介
北宫建于汉明帝时期，汉献帝初平元年（公元190年）被焚毁。曹魏时重建，改称洛阳宫，一直使用至北魏。

## 建筑组成
北宫的平面接近长方形，四面筑围墙，面积约0.924平方公里。宫城辟三门，在南门外立阙。宫内有多座建筑。其中最高大的是德阳殿，居全宫西侧，台基高二丈，东西近百米，可容万人。其他建筑还有崇德殿、宣明殿、含德殿、章德殿以及芳林园、濯龙园等。北宫与南宫之间有“复道”相通，以备缓急。

### 宫城
北宫有宫城四面环绕，宫城四角筑有角楼。宫墙外设多座卫士所居的区庐。宫墙在东、南、北三面各开一门。
- 南朱雀门：门外立阙。
- 东东明门
- 北朔平门

### 德阳殿
德阳殿是高台建筑，位于北宫西侧，是北宫的主体建筑。

### 崇德殿
崇德殿：位于德阳殿之东，两殿东西并列，相去五十步。

### 芳林园
- 芳林园

### 濯龙园
- 濯龙园